# Malleola baliensis
Malleola baliensis är en orkidéart som beskrevs av Johannes Jacobus Smith. Malleola baliensis ingår i släktet Malleola och familjen orkidéer. Inga underarter finns listade i Catalogue of Life.